# Міжнародна конвенція про підготовку і дипломування моряків та несення вахти
STCW (з англ. — Міжнародна конвенція про підготовку, дипломування та несення вахти) — міжнародна конвенція про вимоги до підготовки, дипломування та несення вахти моряків. Конвенцію прийнято у Лондоні 7 липня 1978 року та опубліковано у Польщі через 6 років. Дуже значні зміни до Конвенції STCW 78 внесено в 1995 році, і з того часу конвенцію називають STCW 78/95. Конвенція STCW 78/95 набула чинності 1 лютого 1997 року, а 1 серпня 1998 року — в галузі підготовки морських суден. Це означає, що з цієї дати компанії, які займаються міжнародними перевезеннями, зобов'язані дотримуватися положень Конвенції щодо підготовки моряків, а контрольні органи, призначені для цієї мети, забезпечувати виконання цих положень під страхом санкцій, передбачених за даної обставини.